# Болланд, Дэйв
Дэвид «Дэйв» Болланд (англ. David «Dave» Bolland; 5 июня 1986, Этобико, Онтарио, Канада) — канадский хоккеист, центральный нападающий. Двукратный обладатель Кубка Стэнли (2010, 2013) в составе «Чикаго Блэкхокс». Автор победного гола в шестой игре финальной серии 2013 года, принесшей «Чикаго» итоговую победу. В настоящее время является игроком команды «Аризона Койотис», выступающей в НХЛ.

## Клубная карьера

### Юниорские лиги
Дэйв Болланд начинал игровую карьеру в юниорской лиге Большого Торонто, в клубе «Торонто Ред Уингз». Через два года, в 2002 году, Болланд был выбран на драфте ОХЛ клубом «Лондон Найтс» в первом раунде под восьмым номером. В сезоне 2002/03 Болланд дебютировал в ОХЛ. За 64 игры он набрал 17 (7+10) очков. Но уже в следующем сезоне Дэйв улучшил свою результативность, набрав 67 (37+30) очков в 65 матчах, и был признан самым прогрессирующим игроком клуба. Он участвовал в 2004 году в матче всех звезд хоккейной лиги Онтарио от Западной конференции, а также в матче лучших проспектов Канадской хоккейной лиги предстоящего драфта НХЛ. В преддрафтовом рейтинге Болланд занял 8 место среди североамериканских полевых игроков, а на самом драфте его во втором раунде под общим 32-м номером выбрал клуб «Чикаго Блэкхокс». Два следующих сезона Болланд провел в ОХЛ, играя за «Лондон». В 2005 году он стал чемпионом ОХЛ и обладателем Мемориального кубка, а годом позже попал в первую команду всех звезд Канадской хоккейной лиги, забросил больше всех шайб в плей-офф ОХЛ и получил приз «Джим Мэхон Трофи» как правый нападающий, набравший больше всех очков в регулярном чемпионате.

### «Чикаго Блэкхокс»
25 мая 2006 года Дэйв Болланд подписал с «Чикаго» трёхлетний контракт новичка.
В «Чикаго Блэкхокс» Болланд дебютировал 25 октября 2006 года, в девятой игре сезона, против «Ванкувер Кэнакс». Он вместе с Майком Бланденом заменил в составе травмированных Михала Гандзуша и Мартина Гавлата. «Блэкхокс» проиграли матч со счётом 0-5, Болланд отметился показателем полезности «минус 1». После он был отправлен в АХЛ в фарм-клуб «Чикаго» «Норфолк Эдмиралс». В следующем сезоне «Чикаго» сменили фарм-клуб в АХЛ на новообразованный «Рокфорд Айсхогс». Дэйв Болланд стал первым игроком «Рокфорда», забросившим шайбу. Это случилось 6 октября 2007 года в матче против «Куод-Сити Флэймз». Также Болланд стал первым игроком «Айсхогс», вызванным в «Блэкхокс». 25 октября, накануне матча против «Атланты Трэшерз», он был вызван в основную команду, чтобы заменить сломавшего нос Давида Кочи. Уже в следующей игре — против «Далласа» 31 октября — Болланд набрал своё первое очко в НХЛ, отдав голевую передачу Джеймсу Висниевски. Первый гол в НХЛ Дэйв Болланд забил 16 декабря 2007 года в ворота Томаша Вокоуна из «Флориды Пантерз». 23 декабря в игре против «Эдмонтон Ойлерз» Болланд сломал палец и был вынужден пропустить почти два месяца.
24 января 2009 года Болланд в составе команды «второгодников» принял участие в матче молодых звёзд НХЛ, проходившем перед матчем всех звёзд НХЛ. Он заменил нападающего «Бостона» Милана Лучича.
29 июня 2009 года Болланд подписал новый контракт с «Блэкхокс». Контракт был рассчитан на пять лет с зарплатой 3,375 млн долларов за сезон. В начале ноября 2009 года Болланд получил травму спины, из-за которой был вынужден пропустить бо́льшую часть регулярного сезона 2009/10. 11 ноября ему была проведена операция по удалению грыжи межпозвонкового диска. Болланд вернулся на лёд 3 февраля в матче против «Сент-Луис Блюз». Всего в регулярном сезоне Дэйв сыграл в 39 матчах. В плей-офф Болланд принял участие во всех 22-х матчах «Чикаго» и внёс заметный вклад в итоговую победу «ястребов» в Кубке Стэнли.
В марте 2011 года Болланд выбыл на месяц из-за сотрясения мозга, полученного в столкновении с защитником «Тампы» Павелом Кубиной. За удар в голову Кубина был дисквалифицирован на три игры. Болланд смог восстановился к середине апреля и принял участие в первом раунде плей-офф, где «Чикаго» уже проигрывал «Ванкуверу» со счётом 0-3 в серии. «Блэкхокс» смогли выиграть следующие три игры, но в решающем, седьмом матче уступили 1-2; победу «Кэнакс» в овертайме принёс Александр Барроуз. «Ванкувер» в том розыгрыше Кубка Стенли дошёл до финала, где уступил «Бостону» в семи матчах. Болланд назвал появление в финале «Ванкувера» «отстоем», а Барроуза — «маленькой девчонкой». В декабре того же года состоялся ещё один конфликт с участием Болланда и игроками «Ванкувера»: Болланд назвал Хенрика и Даниеля Сединов сёстрами. У Хенрика Седина и главного тренера «Кэнакс» Алена Виньо слова Болланда вызвали недоумение.
В «Чикаго» Дэйв Болланд был центром третьего звена, выполнявшего больше оборонительные функции. Несмотря на это, Болланд в каждом сезоне был близок к показателю 0,5 набранных очка за игру. В укороченном из-за локаута сезоне 2012/13 Болланд стал играть во второй тройке «Чикаго», но из-за очередной травмы он пропустил несколько матчей, а когда вернулся, его место уже занял вернувшийся из «Сан-Хосе» Михал Гандзуш. В плей-офф Болланд в 18 матчах набрал 6 (3+3) очков, причём 5 из них в финальной серии с «Бостоном». Все три своих гола в плей-офф Болланд забил в третьих периодах «Бостону», причём последний его гол оказался победным, позволившим «Чикаго» обыграть «Бостон» и завоевать Кубок Стэнли во второй раз за три года.

### «Торонто Мейпл Лифс»
30 июня 2013 года Дэйв Болланд был обменян из «Чикаго Блэкхокс» в «Торонто Мейпл Лифс». Взамен «ястребы» получили три выбора на драфте: во втором раунде 2013 ((З) Карл Дальстрём), выбор «Анахайма» в четвёртом раунде 2013 (позднее пик обменян в «Сан-Хосе» — (В) Фредрик Бергвик) и выбор в четвёртом раунде драфта 2014 года. В «Торонто» Болланд выбрал номер 63 (номер 36, под которым Дэйв играл за «Чикаго», уже был занят защитником Карлом Гуннарссоном).
Первый матч в составе «Торонто» Болланд провел 1 октября 2013 года против «Монреаль Канадиенс». В следующем матче он оформил дубль в ворота Стива Мэйсона из «Филадельфии Флайерз», причём первая его шайба стала победной в той встрече. 2 ноября 2013 года нападающий «Ванкувера» Зак Кассиан ударил Болланда коньком по левой ноге, что вызвало разрыв связок. На следующий день Болланду провели операцию, а восстановление заняло четыре месяца.

### «Флорида Пантерз»
1 июля 2014 года Болланд в качестве свободного агента подписал контракт с «Флоридой Пантерз». Срок контракта составил 5 лет, общая сумма соглашения — 27,5 млн долларов.
В начале сезона 2014/15, сыграв 4 игры, получил травму паха и пропустил около двух месяцев. Первый гол за «пантер» забил 13 января в матче с «Виннипег Джетс».
25 августа 2016 года был обменян в «Аризону Койотис» вместе Лоусоном Краузе на драфт-пики во 2 и 3 раундах драфта. Из-за травм колена и спины не провел за «Аризону» ни одного матча, хотя контракт игрока действовал до конца сезона 2018/19.

## Вне хоккея
Дэйв Болланд основал благотворительный фонд «Bolland foundation», целью которого является помощь подросткам из неблагополучных районов. 

Я понимаю ценность и значимость наставничества, руководства и постановки целей в жизни молодого человека; это ключи к успеху. Я хочу помочь молодежи черпать вдохновение и осуществлять свои мечты.— Дэйв Болланд 
Фонд Болланда имеет три направления: «Beyond The Ball» — спортивная организация в Чикаго, «The Remix Project» — организация, занимающаяся детским творчеством в Торонто и «Easter Seals» — программа, дающая возможность детям с ограниченными возможностями играть в следж-хоккей.

## Статистика

### Клубная
| 2002/03   | Лондон Найтс       | ОХЛ       | 64  | 7  | 10  | 17  | 21  | 14 | 2  | 1  | 3  | 2  |
| 2003/04   | Лондон Найтс       | ОХЛ       | 65  | 37 | 30  | 67  | 58  | 15 | 3  | 10 | 13 | 18 |
| 2004/05   | Лондон Найтс       | ОХЛ       | 66  | 34 | 51  | 85  | 97  | 18 | 11 | 14 | 25 | 30 |
| 2005/06   | Лондон Найтс       | ОХЛ       | 59  | 57 | 73  | 130 | 104 | 15 | 15 | 9  | 24 | 41 |
| 2006/07   | Норфолк Эдмиралс   | АХЛ       | 65  | 17 | 32  | 49  | 53  | 6  | 0  | 4  | 4  | 17 |
| 2006/07   | Чикаго Блэкхокс    | НХЛ       | 1   | 0  | 0   | 0   | 0   | —  | —  | —  | —  | —  |
| 2007/08   | Рокфорд Айсхогс    | АХЛ       | 16  | 6  | 4   | 10  | 22  | 7  | 0  | 0  | 0  | 8  |
| 2007/08   | Чикаго Блэкхокс    | НХЛ       | 39  | 4  | 13  | 17  | 28  | —  | —  | —  | —  | —  |
| 2008/09   | Чикаго Блэкхокс    | НХЛ       | 81  | 19 | 28  | 47  | 52  | 17 | 4  | 8  | 12 | 24 |
| 2009/10   | Чикаго Блэкхокс    | НХЛ       | 39  | 6  | 10  | 16  | 28  | 22 | 8  | 8  | 16 | 30 |
| 2010/11   | Чикаго Блэкхокс    | НХЛ       | 61  | 15 | 22  | 37  | 34  | 4  | 2  | 4  | 6  | 4  |
| 2011/12   | Чикаго Блэкхокс    | НХЛ       | 76  | 19 | 18  | 37  | 47  | 6  | 0  | 3  | 3  | 2  |
| 2012/13   | Чикаго Блэкхокс    | НХЛ       | 35  | 7  | 7   | 14  | 22  | 18 | 3  | 3  | 6  | 24 |
| 2013/14   | Торонто Мейпл Лифс | НХЛ       | 23  | 8  | 4   | 12  | 24  | —  | —  | —  | —  | —  |
| 2014/15   | Флорида Пантерз    | НХЛ       | 53  | 6  | 17  | 23  | 48  | —  | —  | —  | —  | —  |
| 2015/16   | Флорида Пантерз    | НХЛ       | 25  | 1  | 4   | 5   | 16  | —  | —  | —  | —  | —  |
| 2015/16   | Портленд Пайретс   | АХЛ       | 2   | 0  | 1   | 1   | 0   | —  | —  | —  | —  | —  |
| Всего НХЛ | Всего НХЛ          | Всего НХЛ | 433 | 85 | 123 | 208 | 299 | 67 | 17 | 26 | 43 | 84 |

### Международная
| Год                   | Сборная               | Турнир                | Место                 |   | И | Г | П | О  | Штр |
| --------------------- | --------------------- | --------------------- | --------------------- | - | - | - | - | -- | --- |
| 2006                  | Канада (мол.)         | МЧМ (до 20)           |                       | 6 | 3 | 2 | 5 | 14 |     |
| Всего (юниор. и мол.) | Всего (юниор. и мол.) | Всего (юниор. и мол.) | Всего (юниор. и мол.) | 6 | 3 | 2 | 5 | 14 |     |

## Достижения

### Личные
- Обладатель «Джим Мэйхон Мемориал Трофи» (2006).

### Командные
- Двукратный обладатель Кубка Стэнли (2010, 2013) в составе клуба «Чикаго Блэкхокс».
- Чемпион мира по хоккею среди молодёжных команд 2006 г. в составе молодёжной сборной Канады.
- Мемориального кубка 2005 г. в составе клуба «Лондон Найтс».